# Келебердівка
Келебе́рдівка —  село в Україні, у Полтавській міській громаді Полтавського району Полтавської області. Населення становить 222 осіб. До 2020 орган місцевого самоврядування — Пальчиківська сільська рада.

## Населення

### Мова
Розподіл населення за рідною мовою за даними перепису 2001 року:
| Мова            | Кількість | Відсоток |
| --------------- | --------- | -------- |
| українська      | 212       | 95.50%   |
| російська       | 9         | 4.05%    |
| інші/не вказали | 1         | 0.45%    |
| Усього          | 222       | 100%     |

## Географія
Село Келебердівка розміщене за 3 км від лівого берега річки Вільхова Говтва та за 4 км від правого берега річки Полузір'я, за 1 км від сіл Пальчиківка та Циганське. Поруч проходять автомобільна дорога М03 та залізниця, станція Уманцівка за 2 км.

## Історія
12 червня 2020 року, відповідно до розпорядження Кабінету Міністрів України № 721-р «Про визначення адміністративних центрів та затвердження територій територіальних громад Полтавської області», село увійшло до складу Полтавської міської громади.
19 липня 2020 року, в результаті адміністративно - територіальної реформи та ліквідації Полтавського району (1925—2020), село увійшло до складу новоутвореного Полтавського району.